# BlackBerry
BlackBerry — це лінійка смартфонів, що працюють на власній базі, була розроблена канадською компанією Research In Motion (RIM) з прицілом на роботу з електронною поштою. У 2011 році ряд пристроїв BlackBerry поповнив планшетний комп'ютер BlackBerry PlayBook, оснащений операційною системою BlackBerry Tablet OS, яка базувалась на ОС QNX. Надалі планувалась заміна BlackBerry OS в смартфонах RIM на BlackBerry Tablet OS.
Смартфони БлекБеррі завжди орієнтувались на потреби корпоративних клієнтів, пропонуючи найкращий захист персональних даних, бізнес сервіси BIS та BES, а також зручний доступ до електронної пошти (E-mail) та Інтернету

## Особливості бізнес-смартфонівБлекБеррі
Основна мета цих смартфонів — зробити ведення бізнесу легким, зручним і безпечним. Тому перевагу RIM віддали функціональній фізичній QWERTY клавіатурі, яка присутня майже на всіх БлекБеррі. Сучасні моделі підтримують роботу з документами у форматах Word, PDF, Excel, PowerPoint, ASCII text, HTML, WordPerfect і ZIP.
Всі смартфони Блекберрі використовують кодування характеристик за стандартом AES для захисту даних від перехоплення. Завдяки цьому телефони БлекБеррі часто використовують в роботі держорганів.
Технологія PUSH-повідомлень спеціально була розроблена для пристроїв BlackBerry, завдяки якій адресат моментально отримує всі E-mail повідомлення, навіть без постійного з'єднання з сервером. Відразу ж після відправлення листа на поштову скриньку користувача оператор мобільного зв'язку сповіщає смартфон про надходження повідомлення, і тільки тоді він з'єднується з сервером, для завантаження пошти.

### BIS та BES
BlackBerry Enterprise Server (BES) — це надійне і зручне програмне забезпечення, розроблене для БлекБеррі, яке виконує роль центральної сполучної ланки між корпоративними бездротовими мережами і всіма мобільними користувачами компанії. Завдяки централізованому керуванню і кодованим каналам передачі даних стає можливим безпечне он-лайн спілкування всередині компанії через BBM. Найчастіше використовується у великих компаніях для запобігання витоку важливої корпоративної інформації через рядових співробітників.
BlackBerry Internet Service (BIS) — на відміну від Enterprise (BES), це сервіс для приватних користувачів і невеликих компаній. Також забезпечує кодовану передачу даних через БлекБеррі мессенджер (BBM).

### BBM
BlackBerry Messenger (BBM) — офіційний месенджер, вбудований в смартфони, що дозволяє спілкуватися з усіма користувачами BlackBerry в режимі реального часу. BBM забезпечує шифрування усіх даних за стандартом AES для повноцінного захисту файлів від усіх видів перехоплення.
Принцип дії заснований на тому, що спеціальна система реєструє телефон після появи в мережі, а потім вже розпізнає кожний окремий комунікатор Блекберрі за ідентифікаційним номером PIN (ніякого відношення до PIN-коду всіх телефонів не має). Унікальний номер кожного пристрою дозволяє здійснювати відправлення PIN-повідомлень (у системі «peer-to-peer»). Ці повідомлення в зашифрованому вигляді надходять на прилад-одержувач з приладу-відправника моментально. При цьому система відправляє звіт про доставку такого роду повідомлень. BBM якраз і використовує технологію peer-to-peer, втім алгоритм роботи програми зовні нагадує відомі інтернет-месенджери типу ICQ або AOL.
Посередником між відправником та адресатом є центр мережевих операцій RIM, який і відповідає за кодування і збереження даних.
У програмі доступні функції обміну повідомленнями, голосовими замітками, відео, візитівками, файлами та ін. зі знайомими, сортування всіх контактів за категоріями, а також зміна статусу та малюнку профілю.

### App World
BlackBerry App World — офіційний сервіс розповсюдження програм і доповнень для телефонів BlackBerry. З App World можна завантажити необхідні додатки та ігри за певну плату, деякі програми розповсюджуються безкоштовно. В Україні почав функціонувати наприкінці 2011 року для користувачів послуг BIS та BES.

## BlackBerry в Україні
Смартфони БлекБеррі в Україну потрапили у 2008 році.
У 2009 році вперше в Україні з'являються послуги BIS та BES, які надає мобільний оператор «МТС Україна».
Починаючи з лютого 2013 року, компанія МТС Україна запустила у продаж сертифіковані в Україні апарати: BlackBerry 9220 Curve, BlackBerry 9360 Curve, BlackBerry 9790 Bold, BlackBerry 9900 Bold.
Також можна придбати будь-яку інакшу сучасну модель БлекБеррі, яка повноцінно підтримує сервіси BIS та BES, та підключити ці послуги завдяки МТС можливо. Наразі ведуться перемовини, щодо можливості надання сервісів БлекБеррі і через інших українських операторів мобільного зв'язку.
Слід зауважити, що далеко не всі апарати БлекБеррі, які продаються на території України взагалі здатні підтримувати БлекБеррі-сервіси (BIS/BES).
Також, станом на січень 2014-го року Blackberry OS 10.2 все ще не має офіційної підтримки української розкладки клавіатури та української локалізації інтерфейсу.

## Історія модельного ряду БлекБеррі
Починалося все фактично з пейджерів. У 1998 році світ побачила модель 850.

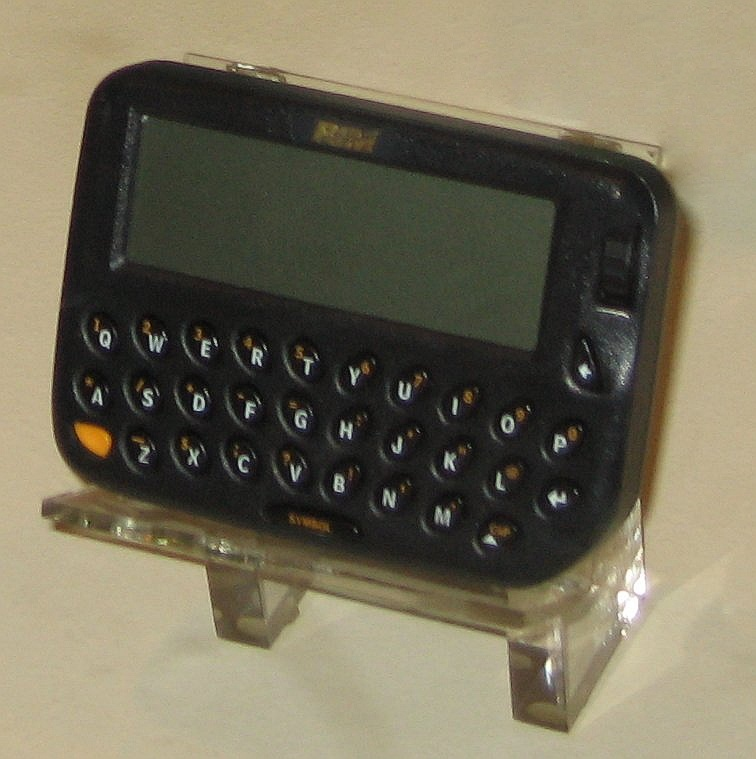
перший пейджер 850

### Модель 850
Пристрій працював на двох батарейках АА. Це була перша спроба поєднати пейджинговий і стільниковий зв'язок в одному пристрої. У той час велику роль відігравав не стільки мобільний зв'язок, скільки компактний кишеньковий органайзер: пейджер і календар, а також послуга доступу до Інтернету. Все це було життєво необхідно для ділової людини, і компанія RIM це розуміла.

### Моделі 857/957
Наступними витворами канадців стали 857/957. Прогрес очевидний: пристрої були трохи більше ніж сучасні моделі, екран збільшився вдвічі, місце батарейок зайняв Літій-іонний акумулятор. Вбудовану пам'ять розширили аж до 8Мб!
Компанія вже визначилась у якому напрямку слід рухатися і почала розробляти майбутній хіт — BlackBerry 5810.

### Серії 5000 і 6000
Протягом 5000 — і 6000-серії телефонів BlackBerry, RIM обслуговували тільки GSM ринок. Однак, із зростанням Sprint і Verizon в США, попит збільшився на версії CDMA. Історично важливим став кінець 2003 року, коли світ побачив BlackBerry 6750. Одну за одною канадці випускали оновлені моделі, формуючи свій власний неповторний стиль.

### Серії 7000 і 8000
Серія 7000 принесла перші кольорові РК-екрани BlackBerry. Фокус був також розширено з корпоративних клієнтів на ширший споживчий ринок. Щоб бути конкурентоспроможними RIM розробила SureType. 7000 апарати також почали працювати з Wi-Fi (7270) і Bluetooth (7290) послугами.
У 8000-серії BlackBerry додає назви деяким пристроям, які пізніше визначатимуть цілі модельні ряди смартфонів.

### Blackberry Electron
Вони були з великим екраном і функцією Bluetooth. Смартфони цього ряду вразили споживачів своїм гладким стилем і розширеними можливостями електронної пошти.

### Blackberry Pearl

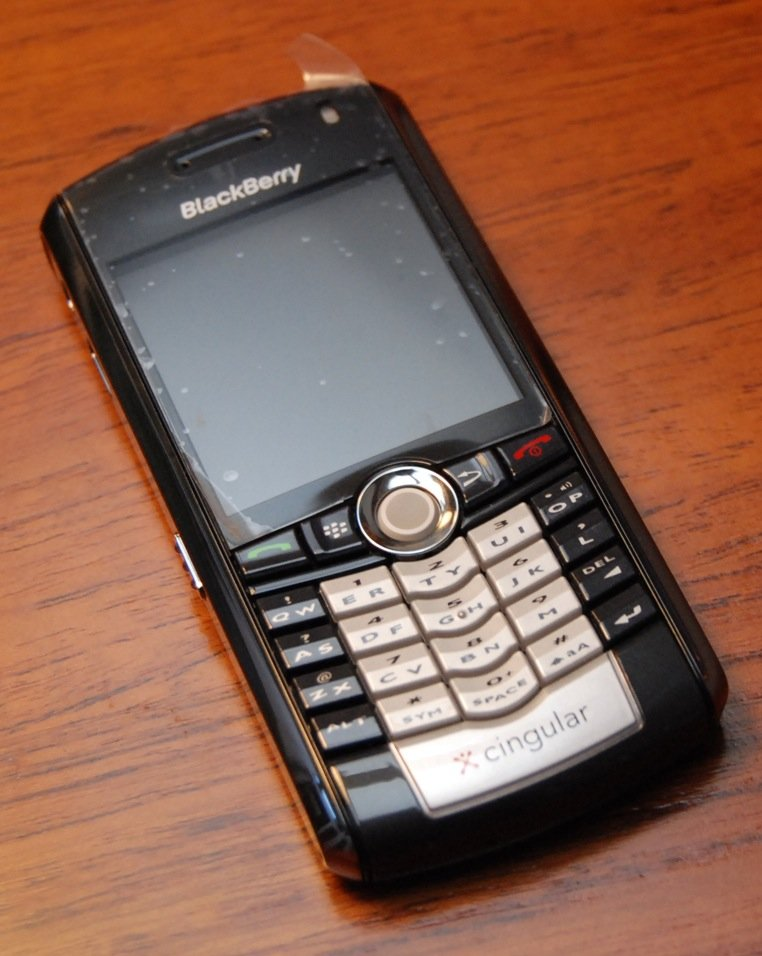
BlackBerry Pearl

Випущений в 2006 році, це був перший телефон Blackberry, який мав вбудовану камеру і повнофункціональний медіаплеєр. От чого бажав середній споживач: смартфон, який здатний замінити всі інші пристрої (фотоапарат та MP3-плеєр).

### Blackberry Curve
Це один з найбільш успішних і популярних телефонів Blackberry того часу. Він мав всі додаткові можливості, які могли очікувати від мобільного телефону: веббраузер, GPS і карти, миттєвий обмін повідомленнями, організаційні інструменти, камеру і медіаплеєр.

### Серія 9000:Blackberry Bold

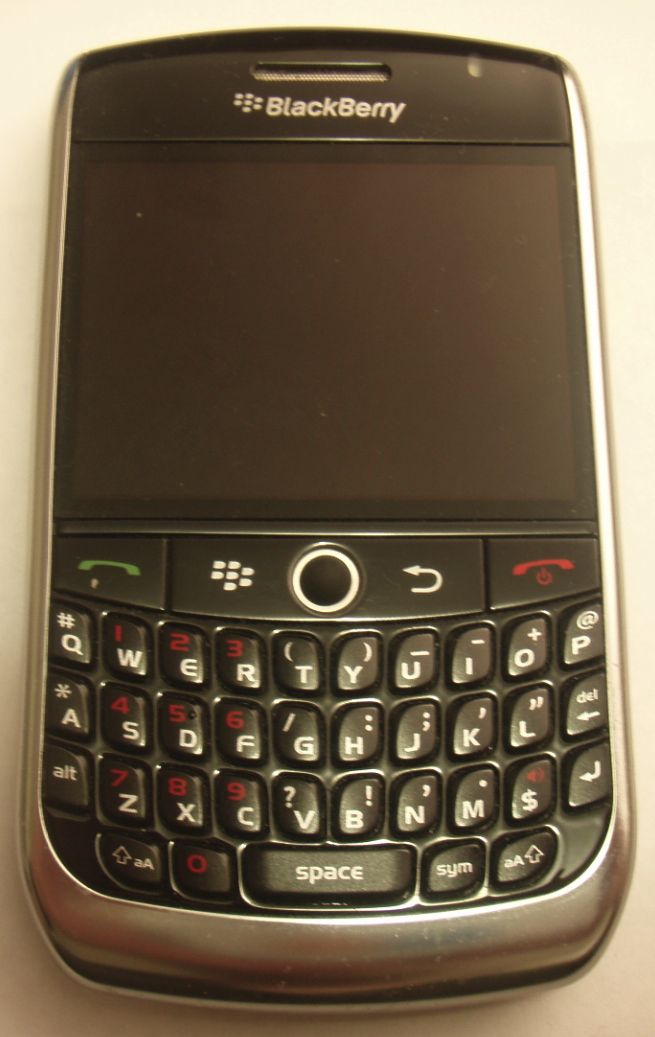
Blackberry 8900

Цей модельний ряд пропонував споживачам всі ті функції, які були в Curve і Pearl, плюс повний HTML вебсерфінг з розширеними можливостями, у тому числі з підтримкою RSS і соціальних мереж.

## Blackberry PlayBook
Наприкінці 2010 року RIM вразила весь світ своїм повідомленням: до виходу готується планшетний ПК на базі QNX під назвою PlayBook. Реакція була неоднозначною. Попри те, що в мережі з'явилися фото Плейбука, деякі називали це банальним PR ходом. Проте вже за кілька місяців у продажу з'явились три різновиди PlayBook'а з різним обсягом пам'яті — 16, 32 і 64 Гб.

## Безпека BlackBerry
- Дотримання інформаційної політики компанії.
- Безпека інформації за рахунок передачі по зашифрованих каналах (доступ до сервера отримують тільки співробітники).
- Легкість в адмініструванні за допомогою потужних інструментів користування послуги.
- Надійність за рахунок надання серверного та клієнтського програмного забезпечення від одного постачальника.

## Цікаві факти
- Президент США Барак Обама в ході своєї передвиборчої кампанії в 2007—2008 роках постійно користувався BlackBerry, і за цей час комунікатор став невід'ємною частиною образу політика. В американських ЗМІ обговорювалося ту обставину, що після вступу на посаду Обамі доведеться відмовитися від улюбленого пристрою відповідно до спеціального закону, за яким президенту США не дозволяється мати особисту кореспонденцію і засоби зв'язку. Але пізніше йому все-таки вдалося залишити собі свій BlackBerry, була знайдена лазівка в конституції — суть якої в тому, що під час судових розглядів над головою країни особисте листування не може бути використана, таким чином, у президента США залишилося право користуватися особистою електронною поштою та своїм BlackBerry.
- Електронної полеміка Хілларі Клінтон пов'язаний з Хілларі Клінтон продовжує використовувати її BlackBerry після вступу на посаду державного секретаря.

- У травні 2013 року смартфони на базі BlackBerry 10 схвалені Міністерством оборони США для корпоративного користування співробітників міністерства[6].

- У серіалі «Шерлок» (BBC), головний герой користувався BlackBerry Bold 9900.

- У серіалі «Картковий будиночок», головний герой користувався BlackBerry Bold 9780.

- У серіалі «Білий комірець» головні герої користуються BlackBerry Z10 і BlackBerry Q10.

- У серіалі «Джо» головні герої користуються BlackBerry Z10, BlackBerry Q10 і BlackBerry Playbook, а також BlackBerry Torch 9800.

- У серіалі «Надприродне», в перших серіях у Сема Вінчестера BlackBerry Bold 9000.

- У фільмі «Встигнути» у Пітера Хаймана (Роберт Дауні-молодший) BlackBerry Bold 9000.

- У фільмі «Мисливці за головами» у Класа Граафа (Ніколай Костер-Валдау).

- У книзі «50 відтінків сірого» головна героїня користується телефоном даної марки.

- У фільмі «Суддя», головний герой користується BlackBerry Porsche Design P'9981.

- Сара Джессіка Паркер в інтерв'ю журналу Vogue зізналася, що любить марку BlackBerry.

- У серіалі «Пліткарка» головні герої користуються BlackBerry.

- Телефон Blackberry присутня в Live-Action серіалі по манзі GTO.

- У корейському серіалі «Прокурор-Вампір» майже всі герої користуються телефонами марки Blackberry.
- У серіалі «Гуща Подій/The Thick Of It», головний герой на ім'я Малкольм Такер користувався телефоном BlackBerry.

### Інше
- Crackberry(англ.), Найбільший портал новин БлекБеррі
- Crackberry.com.ua (рос.), Український портал новин BlackBerry
- BlackBerry Украина, безкошновні програми та ігри для BlackBerry
- BlackBerry Forums [Архівовано 15 березня 2022 у Wayback Machine.], Найбільший інтернет форум Блакбері
- PinStack.com докладна веб сторінка про Блакбері
- BlackBerryFreeware.org безкоштовні програми для Б. (англ.)
- BBerryOne веб сторінки оптимізовані для Б.
- International BlackBerry User's Group, інтернаціональна спільнота користувачів Б.
- BlackBerryInsight [Архівовано 7 листопада 2006 у Wayback Machine.], новини, рев'ю і хаки для Б.

Програмне забезпечення від сторонніх розробників
- Ascendo Фотографії для Б. [Архівовано 13 квітня 2022 у Wayback Machine.]
- bPlay — Ігри
- Google Maps для мобільників [Архівовано 17 грудня 2008 у Wayback Machine.]
- менеджер файлів Кондор
- Друк
- Condor перевірка правопису